# Kusunda (Volk)
Die Kusunda (Ban Raja Könige des Waldes) sind ein mit den Chepang ethnisch verwandter Stamm in Nepal, dessen etwa 100 Stammesmitglieder (der letzte Census des Jahres 2001 gibt deren exakte Zahl mit 164 an) nicht wie letztere in Lehmhäusern, sondern im Wald leben. Ihre Sprache war lange relativ schlecht dokumentiert und wurde früher als zum Tibeto-Birmanischen gehörig klassifiziert, wird heute aber meist als isoliert und Überbleibsel einer alten Sprachfamilie angesehen, die vor dem Vordringen des Tibeto-Birmanischen dort heimisch war.
Wie die Nahali in ihrer Umgebung werden die Kusunda von vielen Nepali stereotypisch als barbarische Kannibalen angesehen, vielleicht auch bestärkt durch die Ansicht der benachbarten Chepang, dass Kusunda diese bei Kontakt töten wollen, wodurch die gegenseitige Abneigung und Vermeidung von Kontakten begründet ist. Andererseits dürfte gerade diese Ablehnung anderer Völker ringsum die Kusunda anders als andere „Erstvölker“ in Eurasien (wie die sri-lankischen Weddas oder die philippinischen Negritos) vor dem physischen Aussterben und/oder Verlust ihrer Sprache und Kultur (vgl. auch Fall der Andamanen) bewahrt haben.
Allerdings führt diese Ausgrenzung dann regelmäßig zur Abdrängung solcher als ungleichwertig angesehenen Restvölker in weniger ergiebige und begehrte Gebiete (wie Dschungel, Wüste, Inseln oder Gebirge), wo sie heute allerdings auch heute immer mehr in ihrer kulturellen Identität bedroht werden. Gerade die linguistischen und genetischen Beziehungen solcher Restvölker untereinander sind aber für die Erforschung der Frühgeschichte z. B. auf dem indischen Halbinsel oder im indopazifischen Raum über rein sprachwissenschaftliche Abklärungen hinaus hochbedeutend zur Klärung heute stark kontrovers geführter historischer Diskussionen (z. B. zur Herkunft des Indoiranischen in Indien und den Trägern früherer Kultur).
Bezüglich Religion sind die Kusunda Anhänger einer animistisch-ethnischen Religion, mit Einflüssen des sie umgebenden Hinduismus bei den praktizierten religiösen Ritualen.